# アッティカス・ミッチェル
アッティカス・ミッチェル（Atticus Mitchell、1993年5月16日 - ）は、カナダのトロント出身の俳優、ミュージシャン。代表作は『ヴァンパイア・ベビーシッター』、『秘密のラジオ・ガール』。ミュージシャンとしては、地元トロントでThe Fishwivesというバンドのドラマーとして活動している。また、『秘密のラジオ・ガール』では歌も披露している。

## 出演作品
- ヴァンパイア・ベビーシッター（ベニー） - 2010
- 秘密のラジオ・ガール（ゲイブ） - 2012
- コロニー5（グレイドン） - 2013
- ストーンウォール（マット） - 2015

## 受賞
- ジェミニ賞助演男優賞ノミネート - 2011